# Nicole Rolser
Nicole Rolser (Ochsenhausen, 7 febbraio 1992) è una dirigente sportivo ed ex calciatrice tedesca, di ruolo centrocampista, Team manager del Bayern Monaco.
È sorella minore di Yannick, anch'esso calciatore professionista che gioca nello stesso ruolo.

## Palmarès

### Club
- Campionato inglese: 2

Liverpool: 2013, 2014
- Campionato tedesco: 1

Bayern Monaco: 2015-2016

### Nazionale
- Campionato d'Europa under 17: 1

2009
- Campionato d'Europa under 19: 1

2011